# 반비
반비는 대한민국의 출판사이다. 민음사 출판그룹의 자회사 사이언스북스의 브랜드로 2011년 론칭하여 인문・교양 도서를 출간하고 있다.

## 주요 도서
- 길 잃기 안내서 (2018년, ISBN 979-11-8919-840-4)
- 걷기의 인문학 (2017년, ISBN 978-89-8371-864-8)
- 멀고도 가까운 (2016년, ISBN 978-89-8371-773-3)
- 나는 가해자의 엄마입니다 (2016년, ISBN 978-89-8371-786-3)